# Ha Deszong
Ha Deszong (hangul: 하대성, handzsa: 河大成, RR: Ha Dae-sung; Incshon, 1985. március 2. –) dél-koreai válogatott labdarúgó, jelenleg az FC Szöul játékosa.

## Pályafutása
A 2013-as kelet-ázsiai labdarúgó-bajnokságon bronzérmesek lettek a válogatottal, valamint a 2014-es labdarúgó-világbajnokságon is tagja volt a keretnek.

## Sikerei, díjai
- Jeonbuk Hyundai Motors
  - Dél-koreai bajnok: 2009

- FC Szöul
  - Dél-koreai bajnok: 2010, 2012
  - Dél-koreai ligakupa: 2010

## Külső hivatkozások
- Ha Deszong profilja a Transfermarkt oldalán (angolul)
- Ha Deszong – a FIFA adatbázisában
- Ha Deszong adatlapja a Soccerway oldalon (angolul)
- Ha Deszong adatlapja a National-Football-Teams.com oldalon (angolul)